# École de médecine de l'université du Ghana
L'École de médecine de l'université du Ghana (également University of Ghana Medical School, UGMS) est la faculté de médecine de l'université du Ghana. Elle est située à l'hôpital universitaire de Korle-Bu à Accra. Le projet d'école de médecine remonte à 1919, mais elle n'accueille ses premiers étudiants qu'en 1962.

## Histoire
Le projet de création d'une école de médecine sur la Côte-de-l'Or a été élaboré après la création de l'hôpital Korle Bu en 1919 à l'époque, par Sir Frederick Gordon Guggisberg, . L'idée a été abandonnée après le départ de Guggisberg. Il y a eu un regain d'intérêt pour cette initiative en 1951. À la demande de l'administration coloniale de la Côte-de-l'Or et de l'University College of the Gold Coast, une équipe technique de l'université de Londres s'est rendue sur place, pour évaluer le schéma et les spécifications du personnel et des installations qui seraient nécessaires pour rendre pleinement opérationnelle une école de médecine. Cependant, en 1952, une commission d'experts agréés par le gouvernement britannique a recommandé de reporter indéfiniment la création de l'école de médecine. En 1955, la question a été réexaminée et l'administration coloniale a invité l'University College of the Gold Coast et l'université des sciences et technologies Kwame-Nkrumah à examiner les options pour ouvrir une faculté de médecine. Il a été décidé que les cours de médecine seraient introduits étape par étape, comme l'avait initialement adopté la délégation de l'université de Londres en 1951. En 1956, le comité du conseil universitaire sous la direction du premier directeur de l'établissement, David Mowbray Balme (en), a été formé pour suggérer d'autres voies pour fonder l'école. Les recommandations de ce comité comprenaient une inscription annuelle de 20 à 25 étudiants, la création de quatre départements précliniques au University College of the Gold Coast, Legon et la mise à niveau de l'hôpital Korle-Bu en hôpital universitaire avec un conseil d'administration autonome. En 1960, l'année où le Ghana est devenu une république autonome, il n'y avait toujours pas de voie de mise en œuvre car Korle-Bu n'était pas équipé pour la formation clinique et les fonds n'étaient pas disponibles pour son expansion. Le gouvernement de Nkrumah a demandé une assistance technique et financière à l'administration Kennedy. Le gouvernement américain a nommé une équipe dirigée par le médecin Paul Connerlly pour examiner toutes les évaluations précédentes. Cette équipe a suggéré la création d'un centre national de formation médicale et sanitaire au sein duquel la faculté de médecine fonctionnerait. Le gouvernement ghanéen a accepté ces recommandations. En 1962, l'Agence des États-Unis pour le développement international (USAID) a recommandé que le Centre national de formation médicale et sanitaire dispose des filiales suivantes : une école de médecine, une école d'infirmières,; une école dentaire, une école de technologie médicale, une école post-universitaire et un centre de recherche.
Il était prévu que l'école de médecine soit financièrement indépendante avec son propre conseil, . Cependant, l'université du Ghana serait son institution mère et décernerait ses diplômes en médecine. Le programme proposé serait basé sur celui des États-Unis, même si l'enseignement ghanéen était calqué sur le système universitaire britannique. Pour rationaliser ces différences, les six formateurs admis devaient suivre un cours de sciences pré-médicales de deux ans avant la formation médicale proprement dite. En octobre 1962, une promotion de 51 étudiants a été admise en cursus pré-médical à l'université du Ghana. Moins d'un an après le début du programme, le doyen américain a informé le gouvernement qu'il n'était pas en mesure de trouver des professeurs de sciences fondamentales. En février 1964, le premier président du Ghana a décidé de s'appuyer entièrement sur des sources nationales de financement et de main-d'œuvre pour créer l'école de médecine. Un voyage d'étude d'Alexander Kwapong (en), Charles Odamtten Easmon (en) et E. A. Badoe (en) dans les facultés de médecine de l'université de Lagos et de l'université d'Ibadan, alors nouvellement créées, a servi de base aux études de faisabilité.
En octobre 1964, 41 étudiants se sont inscrits à la formation préclinique avec un groupe de médecins ghanéens comme professeurs, . La plupart des cours étaient tirés de l'anatomie générale et de l'histologie, enseignés par J.K.M. Quartey et F.N.L. Engmann. Les chirurgiens et les pathologistes des hôpitaux publics d'Accra ont enseigné à titre complémentaire. Plus tard, le département de physiologie a été initié par H.H. Philips tandis que la biochimie a été initiée par B.Y.A. Andoh dans le cadre du programme d'études qui comprenait les  sciences fondamentales. L'enseignement dans les départements paracliniques a commencé en avril 1966 tandis que ceux dans les départements cliniques ont commencé en avril 1967. Le professorat était presque entièrement ghanéen. La classe pionnière de 39 étudiants en médecine a obtenu son diplôme en juin 1969. Des professeurs expatriés ont été recrutés à la fin de la première année. À la fin de 1968, l'école de médecine du Ghana était devenue une école semi-autonome relevant de l'université du Ghana avec des fonctions identiques à celles des autres facultés de l'université. Elle prend le nom de faculté de médecine de l'Université du Ghana, et obtient ses propres conseils, exécutif et scolaire. L'école a organisé des événements pour célébrer son jubilé d'argent en 1987 et son quarantième anniversaire en 2002.
L'administration comptable était subordonnée au conseil d'administration et au conseil exécutif, . En tant que professeur d'université, un doyen a assuré la direction académique et administrative, assisté d'un vice-doyen et d'un secrétaire exécutif. Le premier secrétaire exécutif de l'école de médecine a été C.K. Gbeho et Deborah Boafoh a été la première secrétaire administrative. La faculté de médecine dispose de dix-sept départements, à savoir les départements d'anatomie, de biochimie, de physiologie, de pathologie chimique, d'hématologie, de microbiologie, de pathologie, de pharmacologie, d'anesthésie, de pédiatrie, de santé communautaire, de médecine et de thérapeutique, de gynécologie et d'obstétrique, de psychiatrie, de radiologie et de chirurgie.
L'école avait huit départements dans ses premières années. Les départements paracliniques et les chefs de département étaient les suivants: 
- Département de pharmacologie dirigé par R. Lewis avec J. Blukoo Allotey comme adjoint
- Département de pathologie dirigé par FWN Laing
- Département de microbiologie, dirigé par SN Afoakwa
- Département de chirurgie, dirigé par Charles Odamtten Easmon (en)
- Département de médecine, dirigé par Silas Dodu (en)
- Département de pédiatrie, dirigé par Yaw Asirifi
- Département d'obstétrique et de gynécologie, dirigé par KK Bentsi-Enchill
- Département de santé communautaire, dirigé par Fred T. Sai (en)

## Mission d'enseignement
La mission de la faculté de médecine se concentre sur l'apprentissage, la recherche et la diffusion des connaissances dans le contexte national et mondial, .

## Environnement de formation

### Curriculum
Le programme scolaire a fait l'objet d'examens périodiques conformément aux besoins nationaux en matière de santé et aux exigences contemporaines en matière d'enseignement médical, . En 1992, un baccalauréat en sciences biomédicales a été introduit pour être décerné à la fin du cours de sciences para-cliniques et est maintenant une condition préalable à la formation clinique. La durée du cours de médecine est passée de sept ans et demi à six ans, y compris un cours prémédical d'un an. Un nouveau programme a été introduit en 2009 et deux classes ont été admises simultanément : des élèves du secondaire et des bacheliers en sciences naturelles pour le Graduate Entry Medical Program (GEMP),. Le GEMP est un diplôme de médecine intégré de quatre ans . Un centre de compétences cliniques et de simulation a également été créé en 2009 pour améliorer la formation aux compétences cliniques. Le gouvernement ghanéen a également fourni une bibliothèque médicale de grande capacité pour l'UGMS grâce à l'appui budgétaire et à l'allocation du Fonds GET.

### Données démographiques
Le premier groupe d'étudiants en 1964 comptait 41 étudiants,. En 1973, ce nombre était passé à 53 étudiants. En 1999, 94 étudiants se sont inscrits à l'école de médecine. Avec deux volets en 2006/07, l'apport est passé à 195 par an. Entre 2000 et 2006, le nombre d'étudiants inscrits par an a effectivement doublé, passant d'environ 100 à 200. En 2011, le nombre d'inscriptions était de 150 par an. L'école s'efforce d'atteindre la parité entre les sexes dans ses admissions, avec des femmes garanties un minimum de 25% de la classe entrante. Le nombre de femmes dans la première classe de l'école était de 3, ce qui a augmenté régulièrement au fil des ans pour atteindre 71 sur un total de 154 élèves inscrits en 2011. Entre 1969 et 2012, la faculté de médecine a formé 2 752 médecins, dont 2 083 hommes et 669 femmes.
À ses débuts, l'école réservait 5 % des places aux étudiants originaires de pays africains sans école de médecine. Depuis 1999, la population d'étudiants internationaux du monde entier a été fixée à 20 %. Le nombre d'étudiants inscrits était de 802 en 2006-2007,. Au cours de l'année académique 2010-2011, la faculté de médecine a accueilli une promotion de 150 élèves en augmentation, dont au moins un quart de femmes.

### Défis institutionnels
Dans les années 80, en raison d'un ralentissement économique du programme d'ajustement structurel au Ghana, l'école a dû faire face à un exode de ses professeurs vers des établissements à l'étranger, ce qui a entraîné une réduction des effectifs étudiants,. Il existe également une « fuite des cerveaux interne » résultant d'un écart salarial entre le personnel enseignant clinique et les consultants du ministère de la Santé dont la rémunération dépasse largement celle des professeurs de l'UGMS. L'espace physique pour la formation clinique et la recherche est également très limité. Par exemple, le bâtiment des sciences fondamentales qui abrite 200 étudiants a été construit à l'origine pour accueillir un quart de ce nombre.

### Formation spécialisée et diplômée
À partir de 1972, la faculté de médecine, par le biais de divers arrangements pour l'enseignement post-universitaire, a formé des spécialistes pour les besoins nationaux. À l'origine, cela a été réalisé par le Collège royal de médecine du Royaume-Uni, plus tard le West African Postgraduate Medical College et maintenant le Ghana College of Physicians and Surgeons (en),,. L' école de médecine a deux programmes: le programme de premier cycle MBChB pour les étudiants de l'école secondaire et le programme médical d'entrée aux cycles supérieurs pour les étudiants diplômés avec un baccalauréat ès sciences. Il gère également le programme de formation médicale aux diplômés (GEMP) pour les personnes qui ont obtenu un baccalauréat en sciences naturelles, sciences appliquées, ingénierie mais pas en médecine.

### Lien avec d'autres institutions liées à la santé
L'UGMS a contribué à la création d'autres écoles de médecine ghanéennes et africaines. Dans les années 1970, les deux premières promotionss de l' École des sciences médicales de l'université des sciences et technologies Kwame-Nkrumah ont achevé leur formation à Korle-Bu,. Dans les années 1990 et 2000, avant que l'hôpital de Tamale ne soit transformé en hôpital d'enseignement, l'UGMS a accueilli des étudiants de l'École de médecine et des sciences de la santé de l'University for Development Studies (UDS) pour des études pré- et para-cliniques. et une formation clinique complète menant à l'obtention de diplômes UDS. Les professeurs de l'UGMS se rendent également de temps en temps à l'UDS pour aider à l'enseignement. Un conseil de collège qui régit l'institution a remplacé le conseil exécutif. L'école dentaire de l'université du Ghana a débuté en 1974 sous l'égide de l'UGMS, avant d'atteindre le plein statut de professeur en 1992. Le Noguchi Memorial Institute for Medical Research a été fondé en 1979 en partenariat avec l'UGMS. En 1994, le ministère ghanéen de la Santé (MoH) a autorisé un nouveau cours : le diplôme en technologie de laboratoire médical pour former des techniciens de laboratoire pour les hôpitaux du pays. La même année, le ministère de la Santé a collaboré avec l'UGMS pour créer une école de santé publique qui décernerait des diplômes de troisième cycle en santé publique, en épidémiologie et dans des domaines connexes. En 1998, l'École des sciences de la santé connexes a été lancée pour la formation de scientifiques de laboratoire, de physiothérapeutes, de radiographes, de technologues médicaux et dentaires et d'autres professionnels de la santé connexes . L'UGMS a été à l'origine de l'idée de fusionner toutes les écoles de santé de l'université du Ghana dans le premier collège constitutif de l'université - le College of Health Sciences. Lors de la création du Collège des sciences de la santé en 1999, l'UGMS, avec cinq autres facultés de médecine, est devenue un collège constituant. L'UGMS a joué un rôle essentiel dans l'élaboration des programmes d'études pour la création de l'université de Cape Coast Medical School.

## Développements récents
Avec l'aide financière du gouvernement israélien, un hôpital universitaire de pointe sur le campus de l'université du Ghana, Legon a récemment été achevé et l'UGMS est en train d'élargir l'infrastructure et l'accès à l'enseignement médical. L'université a ouvert ces dernières années une école de sciences biomédicales et d'ingénierie,. L'UGMS prévoit de construire des laboratoires simulés pour répondre à une demande accrue tout en utilisant des hôpitaux périphériques pour la formation clinique. À l'avenir, la faculté de médecine prévoit d'introduire des programmes d'enseignement à distance pour certaines disciplines. L'investissement dans le portefeuille de recherche de l'école dans les sciences biomédicales est une priorité absolue pour la faculté de médecine de l'université. Les frais de scolarité des étudiants internationaux sont la principale source de fonds générés en interne (IGF) de l'école.

## Membres notables de la faculté
- Emmanuel Quaye Archampong (en), chirurgie
- E. A. Badoe (en), chirurgie
- Silas Dodu (en), cardiologie
- Charles Odamtten Easmon (en), chirurgie
- Emmanuel Evans-Anfom (en), anatomie
- Kwabena Frimpong-Boateng (en), chirurgie cardiothoracique
- Adukwei Hesse (en), physiologie
- Afua Adwo Jectey Hesse, chirurgie pédiatrique
- Susan Ofori-Atta, pédiatrie
- Fred T. Sai (en), santé communautaire et médecine sociale
- Clifford Nii Boi Tagoe (en), anatomie
- Cornelius Odarquaye Quarcoopome (en), ophtalmologie

## Anciens étudiants notables
- Alexander A. Clerk (en), psychiatre et spécialiste de la médecine du sommeil ; directeur, Stanford Center for Sleep Sciences and Medicine | (1990-1998)
- Adukwei Hesse, médecin-universitaire, expert en lutte antituberculeuse, défenseur de la réforme pénitentiaire et ministre presbytérien
- Clifford Nii Boi Tagoe, ancien vice-chancelier, université du Ghana[6]
- Rexford S. Ahima (en) ; professeur de médecine, de santé publique et de soins infirmiers ; professeur émérite Bloomberg de diabète à l'université Johns Hopkins ; directeur, division d'endocrinologie, diabète et métabolisme, École de médecine Johns Hopkins.
- Afua Adwo Jectey Hesse, chirurgien pédiatrique